# اریکا کمپل
اریکا کمپل (انگلیسی: Erica Campbell؛ زاده ۱۲ مهٔ ۱۹۸۱) یک مانکن اهل ایالات متحده آمریکا است.